# Adnan Hodžić
Adnan Hodžić (Tuzla, 27 aprile 1971) è un ex cestista bosniaco.

## Carriera
Con la Bosnia ed Erzegovina ha disputato i Campionati europei del 1997.

## Palmarès
- Coppa di Bosnia ed Erzegovina: 2

Sloboda Tuzla: 1997, 2001